# Izrael Chaim Wilner

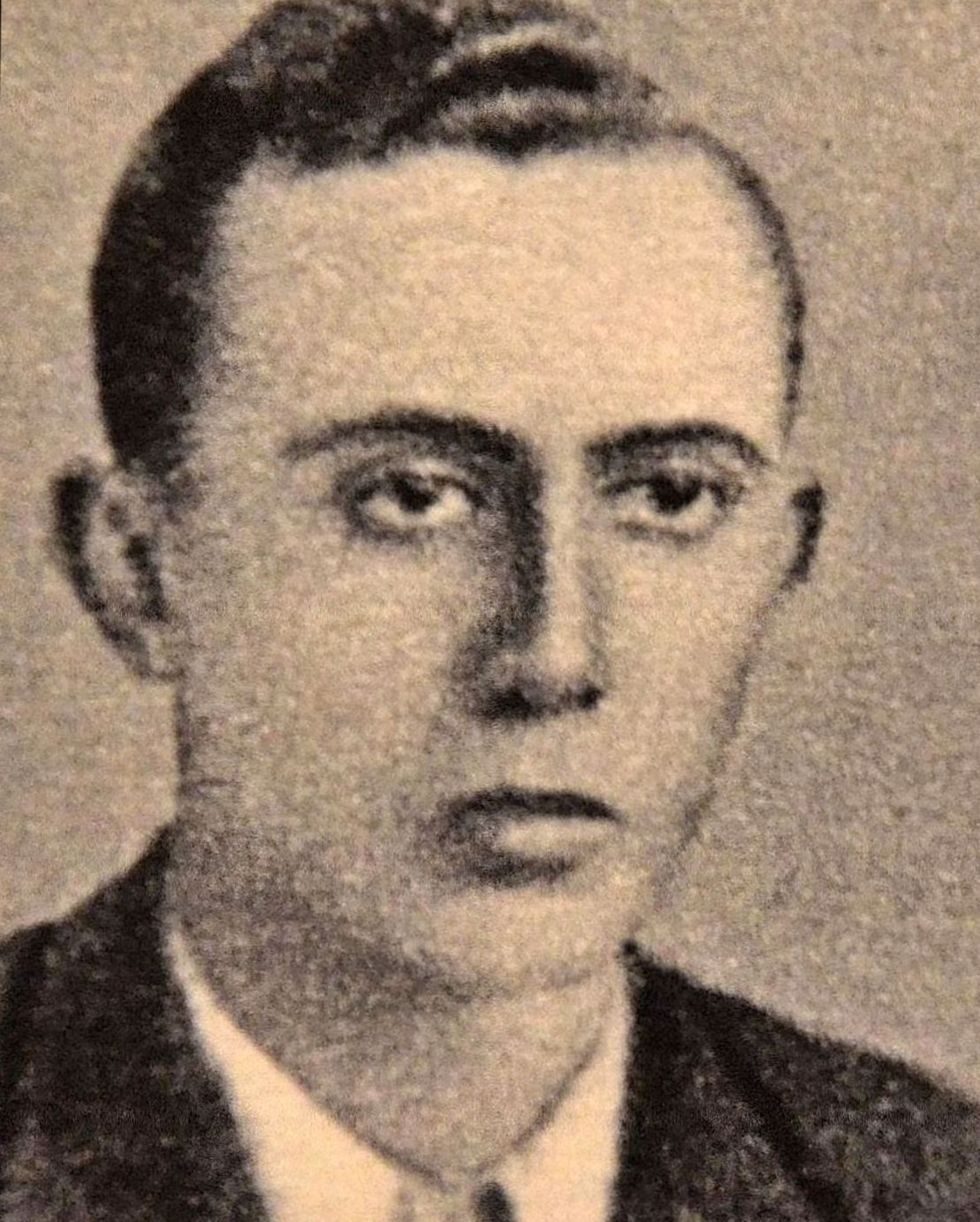
Arie Wilner

Izrael Chaim Wilner, Deckname Arie Wilner und Jurek Wilner (* 14. November 1917 in Warschau; † 8. Mai 1943 in Warschau) war ein polnischer Dichter, Aktivist der jüdischen Widerstandsbewegung im Zweiten Weltkrieg, Meldegänger zwischen der Jüdischen Kampforganisation (pol. Żydowska Organizacja Bojowa, kurz ŻOB) und der polnischen Heimatarmee (pol. Armia Krajowa) auf der „arischen“ Seite, Mitglied des Stabes der ŻOB und Teilnehmer des Aufstandes im Warschauer Ghetto.

## Leben
Wilner wurde am 14. November 1917 als vierter Sohn von Jachowa, dem Besitzer einer Werkstatt und eines Ladens mit Lederwaren, und Tina Willner in Warschau geboren.
Wilner war in der jüdischen zionistischen Jugendorganisation Hashomer Hatzair tätig. Während der deutschen Besatzung nahm er an den Missionen nach Krakau und Częstochowa teil, die zum Zweck hatten, dort eine Widerstandsbewegung zu organisieren. Ende Juli 1942, bereits nach der von den Deutschen am 22. Juli begonnenen "Großen Aktion", der systematischen Ermordung der Warschauer Juden im Vernichtungslager Treblinka, fand in der Ulica Dzielna 34 in einem Kibbuz der jüdischen Jugendorganisation Dror (heb. Freiheit) eine Vertreterversammlung der Jugendbewegungen Dror, Hashomer Hatzair und Bnei Akiva statt. Dabei wurde beschlossen, die jüdische Kampforganisation zu gründen. Wilner, zusammen mit Jofes Kapłan und Szmuel Bresław, vertraten Hashomer Hatzair.
Im August 1942 wurde Wilner zum ersten Mal auf die „arische“ Seite geschickt, um die Beziehungen zum polnischen Untergrundstaat (Polskie Państwo Podziemne) zu knüpfen. Es gelang ihm, solche mit Henryk Woliński, Deckname Wacław, aufzubauen. Woliński war Vertreter des Referats der jüdischen Angelegenheiten des Büros für Information und Propaganda des Hauptkommandos der polnischen Heimatarmee (Referat Spraw Żydowskich Biura Informacji i Propagandy Komendy Głównej Armii Krajowej). Mit ihm führte Wilner die ersten Gespräche betreffs der Hilfe mit der Organisation eines bewaffneten Widerstands gegen die Situation im Ghetto.
Wilner war Vertreter des jüdischen Untergrunds namens der ŻOB auf der „arischen“ Seite. Zusammen mit Adolf Berman, Vertreter des Jüdischen Nationalkomitees (Żydowski Komitet Narodowy; eine Organisation, die zionistische und sozialistische Parteien verband) und Leon Feiner, Deckname Mikołaj, Vertreter des Koordinationskomitees (Komisja Koordynacyjna; eine Plattform der Zusammenarbeit zwischen dem Jüdischen Nationalkomitee und dem Allgemeinen Jüdischen Arbeiterbund) war er für die Beziehungen zum Polnischen Untergrundstaat zuständig. Er war auch für den Waffenschmuggel und die Einlieferung von Informationen aus der „arischen“ Seite verantwortlich. Zusammen mit anderen Vertretern des jüdischen Untergrunds deklarierte er den Willen, die Handlungen der ŻOB der Vertretung der polnischen Regierung (Delegatura Rządu na Kraj) und dem Hauptkommando der Heimatarmee zu unterstellen. Im November 1942 wurde die ŻOB als paramilitärische Organisation anerkannt und sie übernahm die Methoden der Organisation und Kampftaktiken der Heimatarmee.
Im März 1943 wurde Wilner von der Gestapo auf der „arischen“ Seite verhaftet. Während der Untersuchung wurde er gefoltert. Es gelang, ihn zu befreien und ins Ghetto zu transportieren. Aufgrund seiner Verletzungen musste er sich einer Operation unterziehen. Während dieser Zeit war Wilner in der Wohnung Lutek Rotblats in der Ulica Muranowska 44. Icchak Cukierman wurde zum Vertreter der ŻOB auf der „arischen“ Seite.

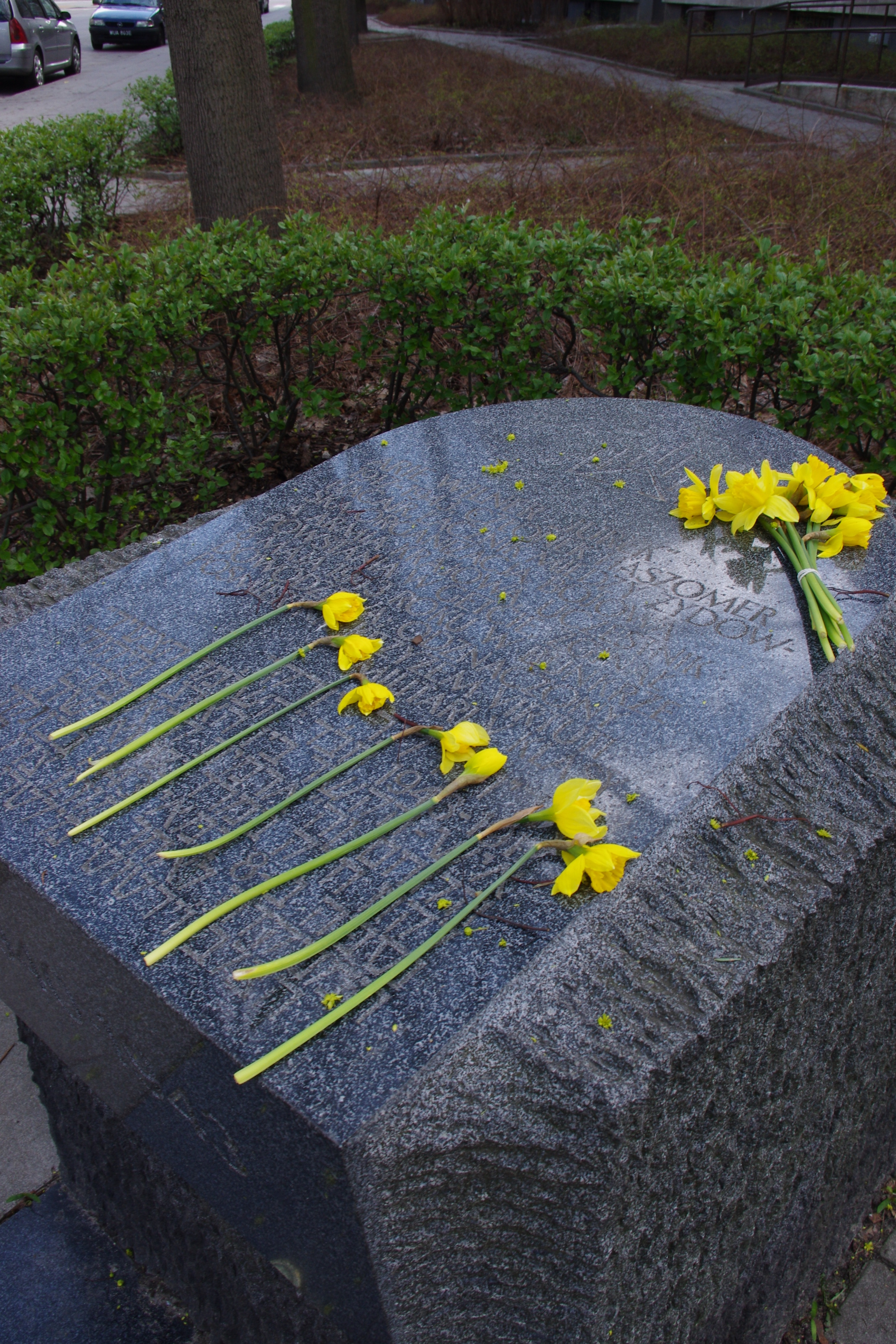
Der Steinblock auf dem Weg der Erinnerung an das Leid und den Kampf der Juden, der Izrael Chaim Wilner in der Ulica Zamenhofa in Warschau gedenkt

In einem Gespräch mit Henryk Woliński sollte Wilner über die Gründe des Ausbruchs des Aufstandes die berühmte Worte sagen: „Wir wollen nicht unser Leben retten. Von uns niemand wird lebendig herauskommen. Wir wollen die Menschenwürde retten.“
Nach dem Ausbruch des Aufstandes im Ghetto am 19. April 1943 kämpfte Wilner zusammen mit einer Gruppe der Widerstandskämpfer, die er anführte, auf dem Gebiet des zentralen Ghettos, in der Nähe von den Straßen Zamenhofa, Miła und Franciszkańska. Am 8. Mai 1943, nach der Entdeckung des Bunkers in der Ulica Miła 18 durch die Deutschen, wo sich das Hauptquartier der ŻOB befand, starb er zusammen mit anderen Widerstandskämpfern durch Suizid.
Tosia Altman, die im Bunker war und nach dem Ausgang einer kleinen Gruppe der Widerstandskämpfer, die von Szymon Ratajzer, Deckname Kazik, durch einen Kanal auf die Ulica Prosta 51 herausgeführt wurden, berichtete, dass es Arie Wilner war, der schrie: „Kämpfer, schießt auf euch. Die letzte Kugel soll uns treffen. Wir gelangen nicht lebendig in die Hände der Deutschen!“.
Wilner liegt zusammen mit den anderen Widerstandskämpfern der ŻOB im Massengrab im zugeschütteten Bunker in der Ulica Miła, weil auch nach dem Krieg dort keine Exhumierung durchgeführt wurde.

## Auszeichnungen und Erinnerungen
Am 19. April 1945 wurde er posthum mit dem Kreuz Virtuti Militari 5-er Klasse ausgezeichnet. Arie Wilner wurde auf einem der Steinblöcke auf dem Weg der Erinnerung an das Leid und den Kampf der Juden in der Ulica Zamenhofa gedacht. Der Name von Arie Wilner befindet sich auch auf dem Gedenkobelisk am Fuße des Anielewicz-Hügels in der ehemaligen Ulica Miła 18.